# 5090 Wyeth
5090 Wyeth (1980 CG) là một tiểu hành tinh vành đai chính được phát hiện ngày 9 tháng 2 năm 1980 bởi đài thiên văn Harvard ở Harvard.